# مايكل سبايس
مايكل سبايس (بالألمانية: Michael Spies)‏ (9 يوليو 1965 بشتوتغارت في ألمانيا - ) هو لاعب كرة قدم ألماني في مركزي الهجوم والوسط. لعب مع بوروسيا مونشنغلادباخ ودينامو دريسدن ونادي أونترهاخينغ ونادي شتوتغارت ونادي فولفسبورغ ونادي كارلسروه ونادي هامبورغ وهانزا روستوك وفي إف بي شتوتغارت الثاني ونادي لوبيك ‏ و.

## وصلات خارجية
- مايكل سبايس على موقع قاعدة بيانات كرة القدم.إي يو (الإنجليزية)
- مايكل سبايس على موقع بيانات كرة القدم. دي إي (الألمانية)
- مايكل سبايس على موقع عالم كرة القدم.نت (الإنجليزية)